# Buổi học cuối cùng
Buổi học cuối cùng (nguyên văn tiếng Pháp: La dernière classe) là một truyện ngắn trong tuyển tập truyện Truyện kể ngày thứ hai của nhà văn Pháp Alphonse Daudet (An-phông-xơ Đô-đê). Truyện nói lên lòng yêu nước và yêu ngôn ngữ dân tộc, yêu việc dạy học của một người Pháp là thầy Hamel. Truyện đã được đưa vào giảng dạy trong chương trình phổ thông lớp 7 tại Việt Nam.

## Bối cảnh được sáng tác
Được sáng tác trong bối cảnh Pháp thua trận trong chiến tranh Pháp-Phổ (1870-1871). Người Pháp buộc phải cắt 2 vùng Alsace và Lorraine (An-dát và Lo-ren) cho Đức, bắt dạy tiếng Đức ở Phổ thông thay cho tiếng Pháp. Cho nên các trường học ở hai vùng bị buộc phải học tiếng Đức. 

## Nội dung
Franz là một cậu bé ham chơi và lười học. Một lần, vì dậy muộn học và chưa thuộc bài về phân từ, cậu định bỏ học và rong chơi ngoài đồng nội. Tuy nhiên, cậu đã cưỡng lại được ý muốn đó và chạy đến lớp. Đến nơi, cậu thấy lớp học thật khác lạ: mọi người vô cùng trật tự, dân làng ngồi ở cuối lớp, vẻ buồn rầu, còn thầy giáo Hamel mặc lễ phục chỉ dành cho dịp trang trọng. Mặc dù cậu đi học muộn nhưng thầy lại không mắng cậu mà còn rất dịu dàng với cậu. Vào lớp, thầy Hamel công bố tin buồn: từ mai chỉ dạy tiếng Đức ở trường và hôm nay là buổi học cuối cùng. Franz choáng váng. Cậu không thể thuộc nổi một quy tắc về phân từ, thầy Hamel không trách cậu mà tự dằn vặt, cứ trách mình. Suốt buổi học, cậu chăm chú nghe giảng và cảm thấy hối hận vì khoảng thời gian trước đây mình đã không chú ý vào việc học. Thầy Hamel bắt đầu giảng về Tiếng Pháp, thầy nói rằng đó là ngôn ngữ đẹp nhất trên thế giới - rõ ràng, trong sáng nhất, hợp lý nhất; rằng chúng ta phải bảo vệ nó giữa chúng ta và không bao giờ quên nó, bởi vì khi con người bị bắt làm nô lệ (hay khi một dân tộc rơi vào vòng nô lệ), chừng nào họ vẫn giữ vững ngôn ngữ (tiếng nói) của mình thì coi như đã nắm được chìa khoá chốn lao tù. Cậu kinh ngạc khi thấy mình hiểu bài đến thế, cậu thấy thầy thật lớn lao. Hết buổi học, mặt thầy Hamel tái đi. Thầy nghẹn ngào không nói được hết câu. Thầy cố viết thật to, dằn mạnh hết sức câu: "NƯỚC PHÁP MUÔN NĂM!". Thầy xúc động không nói nên lời, đành phải ra hiệu cho mọi người kết thúc buổi học.